# Česká hokejbalová reprezentace do 18 let
Česká hokejbalová reprezentace do 18 let je výběrem nejlepších českých hráčů v hokejbale v této věkové kategorii. Od roku 2008 se účastni v mistrovství světa v hokejbale do 18 let. Největší úspěch českého týmu jsou stříbra v letech 2008,2014.

## Mistrovství světa v hokejbaluU18
| MS   | Místo konání           | Umístění |
| ---- | ---------------------- | -------- |
| 2008 | Slovensko (Zvolen)     | . místo  |
| 2010 | Česko (Most)           | . místo  |
| 2012 | Česko (Písek)          | . místo  |
| 2014 | Slovensko (Bratislava) | . místo  |

## Mistrovství Evropydo 18 let
| ME   | Místo konání         | Umístění |
| ---- | -------------------- | -------- |
| 2002 | Rakousko (Villach)   | . místo  |
| 2003 | Česko (Rakovník)     | . místo  |
| 2004 | Německo (Kaufbeuren) | . místo  |
| 2005 | Česko (Ostrava)      | . místo  |
| 2006 | Rakousko (Villach)   | . místo  |
| 2007 | Švýcarsko (Huttwill) | . místo  |
| 2009 | Německo (Bayreuth)   | . místo  |